# Death or Glory
Death or Glory jest albumem heavymetalowym niemieckiej grupy Running Wild. Zawiera utwory często grane na koncertach takie jak: "Riding the storm" a "Bad to the Bone". Ostatnia ścieżka "March on" nie została zawarta w wydaniu winylowym ze względu na ograniczenia pojemnościowe. Wersja ulepszona albumu zawiera Wild Animal z 1991, niemniej jednak w innej kolejności niż ta oryginalna.

## Lista utworów
1. "Riding the Storm" (R. Kasparek) – 6:28
2. "Renegade" (R. Kasparek/I. Finlay) – 4:29
3. "Evilution" (R. Kasparek/J. Becker/I. Finlay) – 4:43
4. "Running Blood" (R. Kasparek) – 4:29
5. "Highland Glory (The Eternal Fight)" (J. Becker/I. Finlay) – 4:51
6. "Marooned" (R. Kasparek/I. Finlay) – 5:12
7. "Bad to the Bone" (R. Kasparek/I. Finlay) – 4:46
8. "Tortuga Bay" (R. Kasparek/I. Finlay) – 3:16
9. "Death or Glory" (M. Moti/I. Finlay) – 3:56
10. "Battle of Waterloo" (R. Kasparek) – 7:48
11. "March On" (M. Moti) – 4:15
12. "Wild Animal" (R. Kasparek) – 4:11
13. "Tear Down the Walls" (R. Kasparek/M. Moti) – 4:17
14. "Störtebeker" (M. Moti/R. Kasparek) – 4:04
15. "Chains and Leather" (R. Kasparek) – 5:45